# Rivalidade entre Chelsea F.C. e Tottenham Hotspur F.C.
Chelsea vs. Tottenham é um clássico entre duas das maiores equipes de Londres. Chelsea manda os seus jogos em casa no Stamford Bridge, no Oeste de Londres e o Tottenham Hotspur manda os seus jogos no Tottenham Hotspur Stadium no Norte de Londres.

## Cenário
Embora Chelsea e Tottenham Hotspur nunca se considerassem rivais primários um do outro, sempre houve uma rixa forte entre os torcedores que remontava à Final da FA Cup de 1967. Os jogos entre as duas equipes atraíam com frequência amplo número de torcedores e às vezes acabavam em confrontos violentos entre torcedores.
Uma pesquisa de 2012 mostrou que os torcedores do Chelsea consideram o Tottenham como seu principal rival, acima de Arsenal e Manchester United. Na mesma pesquisa, é mostrado que os fãs do Tottenham ainda consideram o Chelsea como seu segundo rival, abaixo do Arsenal.

## História
A primeira partida de liga entre os dois times aconteceu em 18 de dezembro de 1909 em Stamford Bridge, pois o Tottenham só entrou para a Football League em 1908 e ganhou promoção para a Football League First Division em 1909. O jogo foi vencido pelo Chelsea 2-1. Ambas as equipes, entretanto, disputaram a primeira divisão na temporada 1909-10, e se encontraram novamente em White Hart Lane no dia 30 de abril de 1910, na partida final da temporada, com ambos lutando pela sobrevivência na primeira divisão. O Spurs venceu o Chelsea por 2-1, mandando o Chelsea para baixo, com o gol vencedor marcado pelo ex-jogador do Chelsea Percy Humphreys.
Entretanto, a rivalidade em si aumentou depois da final da FA Cup de 1967, que foi a primeira final da competição a ser disputada entre duas equipes de Londres, sendo assim frequentemente apelidada de "final da Cockney Cup". Tottenham venceu o jogo por 2-1 com mais de 100.000 pessoas presentes.
A rivalidade foi ainda mais acirrada durante a temporada 1974-75, na qual Tottenham e Chelsea travaram uma amarga batalha contra o rebaixamento da Primeira Divisão. Antes da partida, o Tottenham estava na zona de rebaixamento e o Chelsea estava um ponto à frente deles. A tensão da partida levou os fãs a invadir e brigarem em campo antes do início do jogo. Após um início atrasado, o Tottenham venceu o jogo 2-0. Chelsea não venceu nenhum dos dois jogos restantes e acabou sendo rebaixado da Primeira Divisão com o Tottenham se mantendo na divisão com apenas um ponto.
Desde os anos 90, o Chelsea se tornou dominante nos encontros com o Tottenham, e foi imbatível por seus rivais por mais de uma década, culminando com uma vitória de 6-1 no White Hart Lane na temporada 1997-98.
Em 5 de novembro de 2006, Tottenham venceu o Chelsea por 2-1 no White Hart Lane, terminando um período de 16 anos sem vitória contra os Blues na liga. Spurs, no entanto, venceu o Chelsea em 2002 durante uma vitória de 5-1 no segundo jogo da Copa da Liga após uma derrota por 2-1 em Stamford Bridge, resultando em um placar agregado de 6-3.

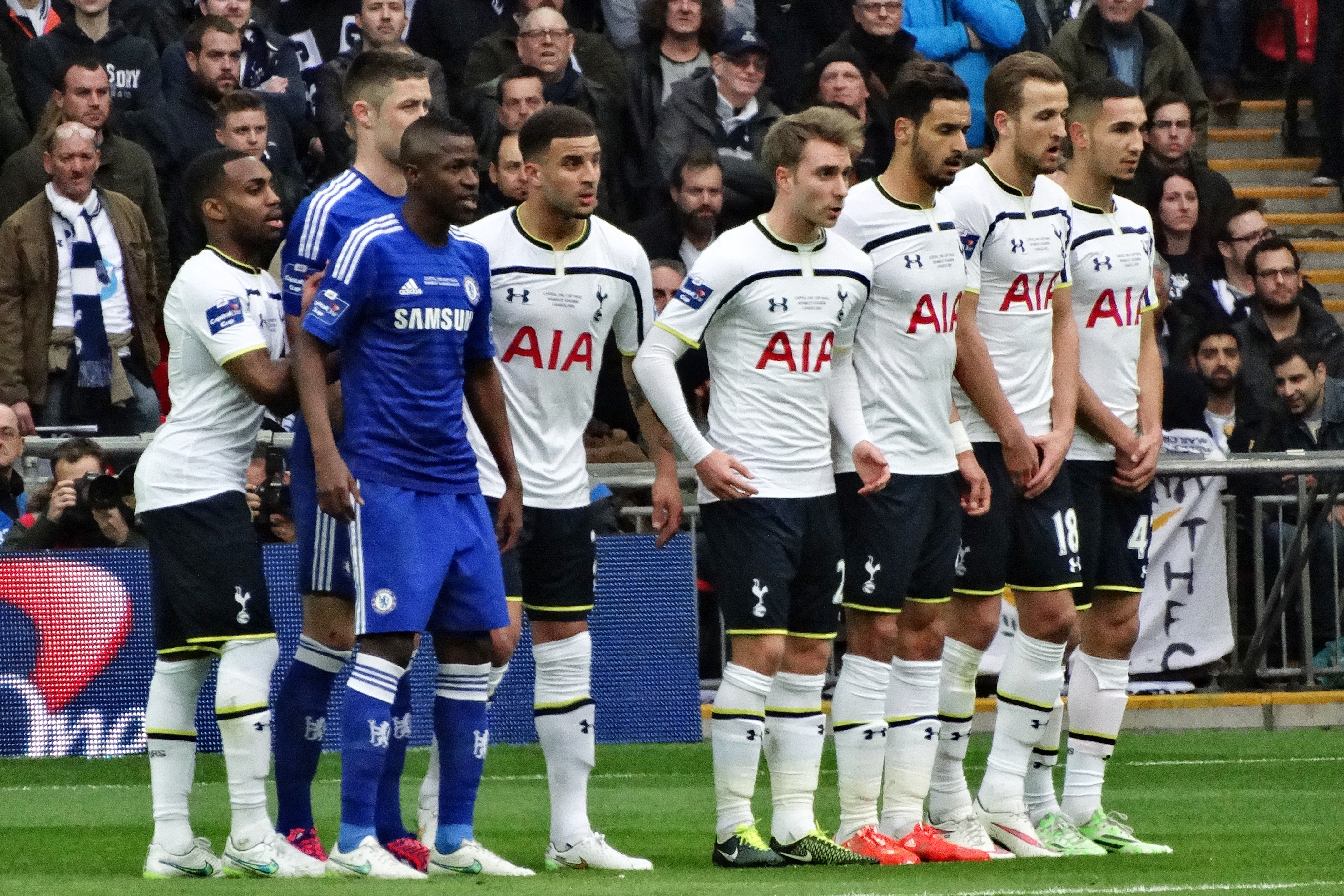
Final da Copa da Liga Inglesa de 2015, nessa ocasião o Chelsea venceu o Tottenham por 2 a 0

Em 11 de março de 2007, Chelsea e Tottenham se encontraram nas quartas de final da FA Cup, com o Chelsea chegando a 3-3 contra 1-3 e ganhando uma reedição. No dia seguinte, hooligans de Tottenham e Chelsea se enfrentaram nas ruas de Londres, uma luta na qual 10 torcedores foram esfaqueados. Chelsea acabou ganhando a replay por 2-1, progredindo nas semifinais. Na temporada seguinte, os dois times se encontraram na final da Copa da Liga de 2007-08, com o Tottenham ganhando o troféu após uma vitória por 2-1. Em 1 de março de 2015, o Chelsea venceu a final da Copa da Liga de 2015 com um resultado de 2-0 contra o Tottenham, com gols marcados por John Terry e Diego Costa. Os torcedores do Chelsea fizeram cantos racistas e anti-semitas no the Underground após a partida. Após esta final, o Chelsea superou o Tottenham em número de troféus ganhos na competição.
Em 2 de maio de 2016, Chelsea e Tottenham se encontraram em Stamford Bridge em uma partida enfervecida que alguns chamariam mais tarde de 'Battle of Stamford Bridge', ou em língua portuguesa 'Batalha de Stamford Bridge'. Os dois primeiros gols foram marcados por Harry Kane e Son Heung-min, abrindo 2-0 para os Spurs. No segundo tempo, Gary Cahill e Eden Hazard marcaram os dois gols para o Chelsea. O jogo terminou com um empate em 2-2 que deu ao Leicester City o primeiro título de Premier League de sua história. Esta campanha do Tottenham foi, sem dúvida, a mais próxima de ganhar o campeonato desde seu último título em 1961 e desde seu último terceiro lugar em 1990. A partida reacendeu a rivalidade entre os dois clubes, os jogadores se atacavam em campo, resultando em nove cartões amarelos para o Tottenham (um recorde da Premier League para qualquer time), outros três para o Chelsea, e Mousa Dembélé recebendo uma suspensão de seis partidas por conduta violenta. Como resultado, ambos os clubes tiveram que enfrentar três acusações da FA e foram multados por não controlarem seus jogadores.

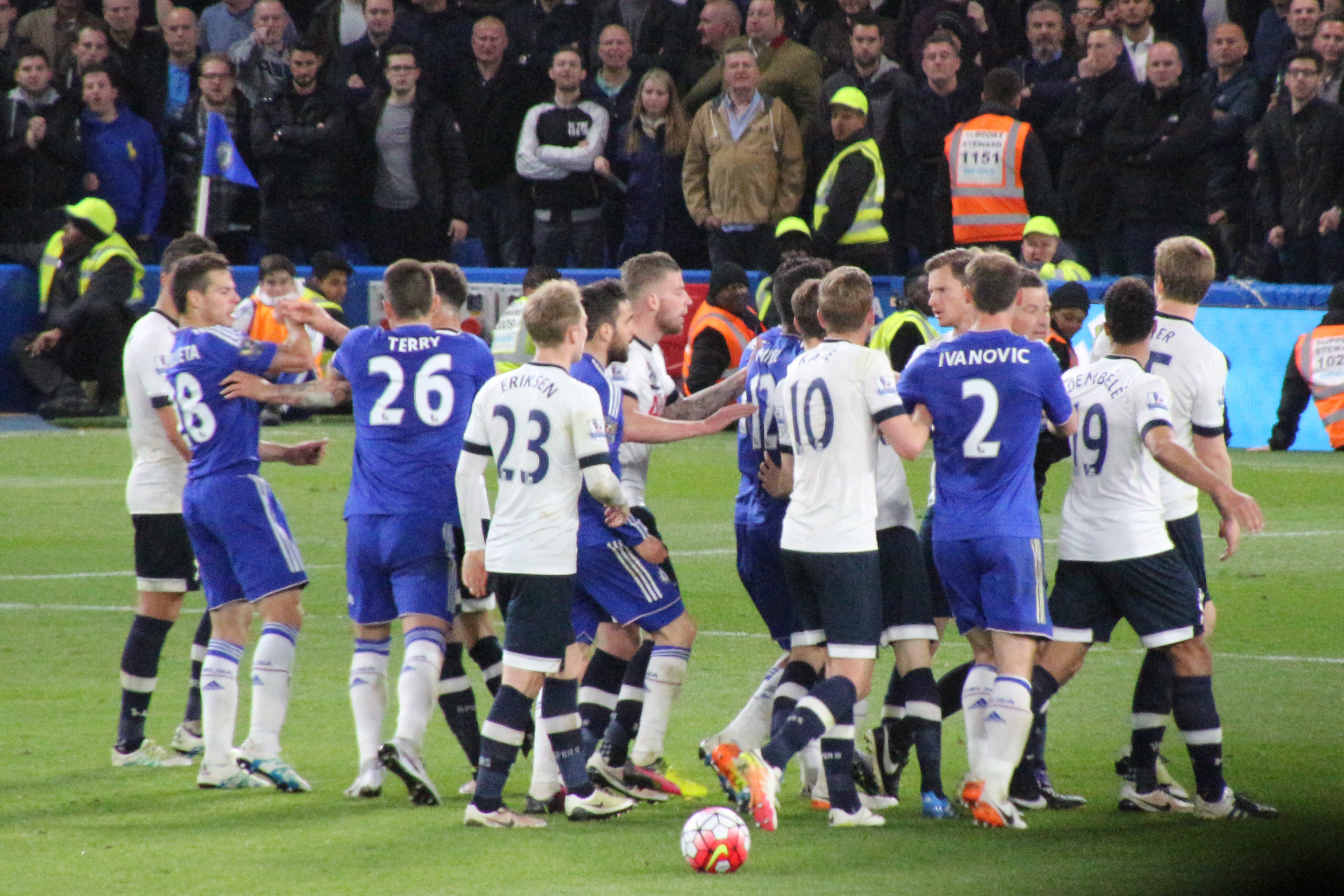
Briga entre os jogadores das equipes em Stamford Bridge, no dia 2 de maio de 2016, esse jogo acabou com um empate de 2-2, com o resultado o Leicester City acabou sendo campeão da Premier League de 2015–16, para a tristeza dos Spurs.

Em 4 de janeiro de 2017, o Tottenham venceu o Chelsea por 2x0 no White Hart Lane, encerrando a série recorde de 13 vitórias do Chelsea na Premier League. Trouxe o Tottenham a cinco pontos do Chelsea, que liderava a Premier League. Tottenham e Chelsea passaram então a ser os dois rivais no que foi uma corrida de dois cavalos pelo título, na qual o Chelsea acabou prevalecendo com 93 pontos contra os 86 pontos do Tottenham. Tottenham também perdeu para o Chelsea na semi-final da FA Cup na mesma temporada.
Em 20 de agosto de 2017, o Tottenham e o Chelsea se encontraram no início da temporada 2017-18, com o Tottenham jogando seu primeiro jogo da Premier League em casa no Estádio de Wembley. O Chelsea venceu a partida por 2-1 com dois gols marcados por Marcos Alonso, encerrando a série invicta de 19 jogos do Tottenham na Premier League em casa. Na mesma temporada, em 1º de abril de 2018, o Tottenham venceu por 3-1, com gols de Dele Alli e Christian Eriksen. Esta foi a primeira vitória do Tottenham em 28 anos em Stamford Bridge.
Em 22 de dezembro de 2019, o Chelsea jogou sua primeira partida no estádio Tottenham Hotspurs Stadium. A partida, que o Chelsea venceu por 2-0 com dois gols de Willian, recebeu ampla cobertura da mídia devido ao alegado comportamento racista dos torcedores do Tottenham contra o zagueiro do Chelsea Antonio Rüdiger. Um torcedor do Chelsea também foi preso por suposto abuso racista contra o jogador Spurs, Son Heung-min, que foi expulso por chutar o Rüdiger depois de ter cometido falta. Levou a um apelo para ação governamental sobre o racismo no futebol. Entretanto, nenhuma evidência de abuso racista contra Rüdiger foi encontrada após uma investigação policial.
Em 5 de janeiro de 2022, o Chelsea enfrentou o Tottenham na primeira mão das semifinais da Copa da Liga, em Stamford Bridge, e venceu o jogo por 2-0. Uma semana mais tarde, o Chelsea voltou a vencer o Tottenham por 1-0 na segunda mão, classificando-se para a final em Wembley para a final. Em 23 de janeiro, o Chelsea voltou a enfrentar o Tottenham, vencendo por 2-0 na Premier League. Com esta vitória, o Chelsea venceu o Tottenham três vezes no espaço de um mês - a última equipe da Premier League a conseguir este feito foi o Aston Villa contra o Blackburn Rovers, em janeiro de 2010.
Durante um jogo da Premier League em Stamford Bridge, a 14 de agosto de 2022, o treinador do Chelsea, Thomas Tuchel, e o treinador dos Spurs, Antonio Conte, que anteriormente treinava o Chelsea, foram ambos expulsos na sequência de desentendimentos na linha lateral, inicialmente quando Conte festejou à frente de Tuchel após o gol do empate dos Spurs e, mais tarde, quando os dois treinadores se desentenderam enquanto se apertavam as mãos após o apito final. Depois do jogo, Tuchel foi particularmente crítico em relação ao árbitro Anthony Taylor, que considerou ter falhado em decisões cruciais que precederam os dois gols do Tottenham.

## Títulos
- Atualizado até 12 de fevereiro de 2022[37][38]

| Competições internacionais | Chelsea | Tottenham Hotspur |
| -------------------------- | ------- | ----------------- |
| Mundial de Clubes da FIFA  | 1       | 0                 |
| Liga dos Campeões da UEFA  | 2       | 0                 |
| Liga Europa da UEFA        | 2       | 3                 |
| Recopa Europeia da UEFA    | 2       | 1                 |
| Supercopa da UEFA          | 2       | 0                 |
| Competições nacionais      | Chelsea | Tottenham Hotspur |
| Campeonato Inglês          | 6       | 2                 |
| Copa da Inglaterra         | 8       | 8                 |
| Copa da Liga Inglesa       | 5       | 4                 |
| Copa de Membros Ingleses   | 2       | 0                 |
| Supercopa da Inglaterra    | 4       | 7                 |
| Total                      | 34      | 25                |
| Outros torneios            | Chelsea | Tottenham Hotspur |
| Copa Xerife de Londres     | 0       | 1                 |
| Total                      | 34      | 26                |

## Maiores públicos
| #  | Time da casa | Resultado | Time visitante | Data                    | Competição           | Estádio            | Referência |
| -- | ------------ | --------- | -------------- | ----------------------- | -------------------- | ------------------ | ---------- |
| 1º | Tottenham    | 2-1       | Chelsea        | 20 de maio de 1967      | FA Cup               | Estádio de Wembley | [ 39 ]     |
| 2º | Chelsea      | 2-0       | Tottenham      | 1 de março de 2015      | Copa da Liga Inglesa | Estádio de Wembley | [ 40 ]     |
| 3º | Chelsea      | 1-2       | Tottenham      | 24 de fevereiro de 2008 | Copa da Liga Inglesa | Estádio de Wembley | [ 41 ]     |
| 4º | Chelsea      | 4-2       | Tottenham      | 22 de abril de 2017     | FA Cup               | Estádio de Wembley | [ 42 ]     |
| 5º | Tottenham    | 1-5       | Chelsea        | 15 de abril de 2012     | FA Cup               | Estádio de Wembley | [ 43 ]     |
| 6º | Chelsea      | 0-4       | Tottenham      | 16 de outubro de 1920   | First Division       | Stamford Bridge    | [ 44 ]     |
| 7º | Tottenham    | 1-2       | Chelsea        | 20 de agosto de 2017    | Premier League       | Estádio de Wembley | [ 45 ]     |
| 8º | Chelsea      | 2-0       | Tottenham      | 8 de janeiro de 1964    | FA Cup               | Stamford Bridge    | [ 46 ]     |
| 9º | Tottenham    | 4-0       | Chelsea        | 26 de janeiro de 1957   | FA Cup               | White Hart Lane    | [ 47 ]     |